# Monestir de Neamț

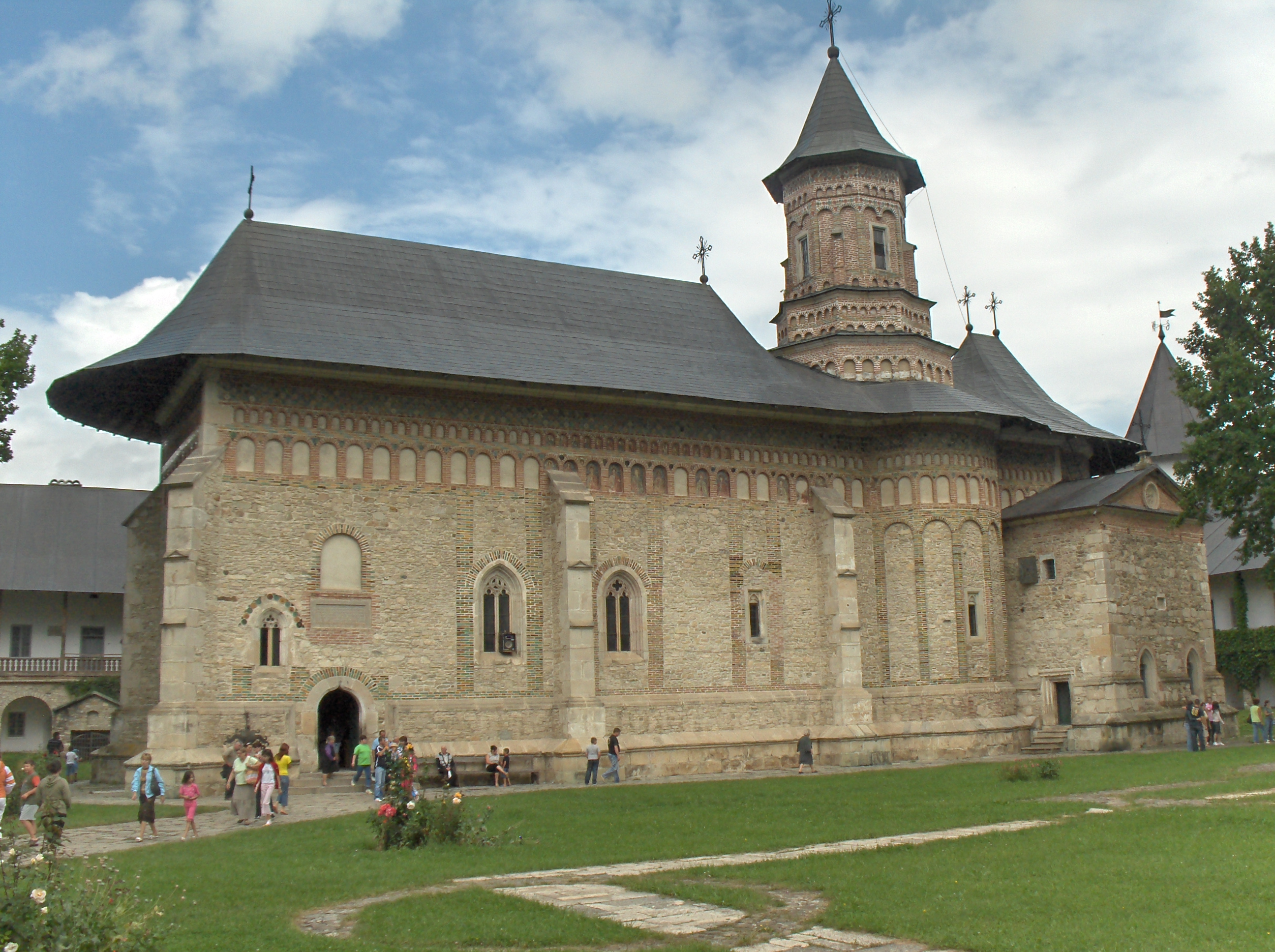
L'església del

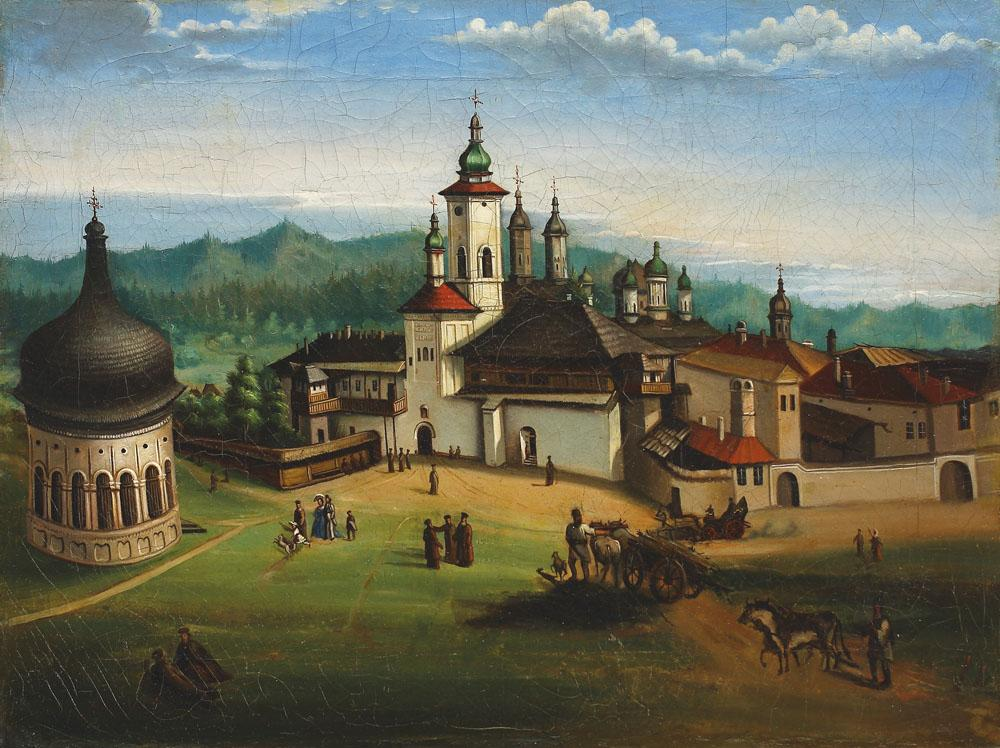
El monestir de Neamț, pintura del de Gheorghe Șiller

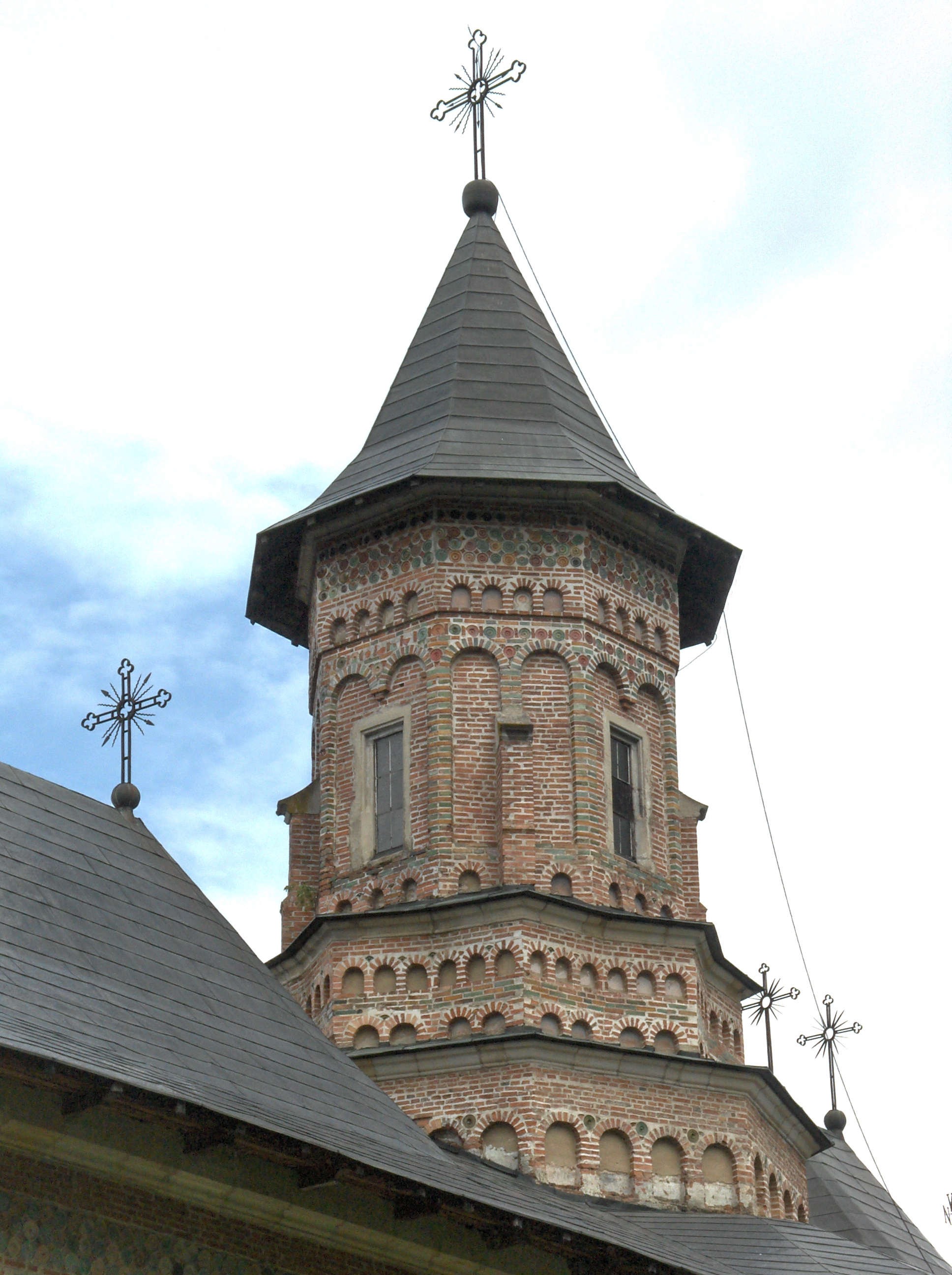
Detall de l'església de la torre

El monestir de Neamț (en romanès: Mănăstirea Neamț) és un assentament religiós ortodox romanès, un dels més antics i importants d'aquest tipus a Romania. Va ser construït al segle xv i és un exemple d'arquitectura moldava medieval. Una joia de l'arquitectura del segle xv, l'església es va construir durant el regnat d'Esteve III de Moldàvia (1457-1504) i va acabar l'any quan l'exèrcit moldau va guanyar la batalla contra el rei Joan I Albert de Polònia (1497).
El monestir es troba a la part nord-est de Romania, al comtat de Neamț, 10 km a l'oest de Târgu Neamț. S'hi pot accedir amb cotxe (carretera DN 15B) i tren (estació de tren de Târgu Neamț); l'aeroport més proper és a Suceava, situat a uns 60 km al nord.
El monestir mostra la maduresa de l'estil arquitectònic moldau que va madurar durant el període de Ștefan cel Mare. La façana de l'església està coberta de decoracions característiques d'aquella època: finestres gòtiques i frisos amb discos esmaltats, de colors verd, groc i marró.
A la cambra de les tombes, s'hi troba la tomba de Ștefan II de Moldàvia, fill d'Alexandru cel Bun i oncle de Ștefan cel Mare.
Els tresors artístics que es guarden al monestir de Neamț són la prova de la intensa activitat artística i cultural que va tenir lloc aquí al llarg dels segles. Aquí Gavril Uric va mostrar el seu talent, el representant més important de la miniatura moldava del segle XV. El seu primer manuscrit conegut, datat el 1429, es conserva a la Biblioteca Bodleian de la Universitat d'Oxford. Els cal·lígrafs i miniaturistes de Ștefan cel Mare que treballaven en aquest important centre van escriure molts llibres que després van lliurar al monestir de Putna. A les cel·les del monestir, el cronista Macarie va escriure la crònica del govern de Petru Rareș i Eftimie la crònica del govern d'Alexandru Lăpușneanu.

La tradició culta del monestir de Neamț va desaparèixer als segles XVII i XVIII, per renéixer a principis del segle següent, quan el metropolità Veniamin Costachi hi va establir una impremta. Al museu del monestir hi ha la impremta antiga, que s'utilitzava per imprimir llibres des del 1807. Es diu que la biblioteca del monestir té més de 600 anys d'antiguitat. Entre els gairebé 11.000 volums hi ha molts llibres rars, alguns dels quals són els primers impresos a Romania. La pantalla de l'altar de l'antiga església de la fortalesa de Neamț és el tresor més important de tots els del monestir, juntament amb la icona pintada per Nicolae Grigorescu, "La fugida d'Egipte".

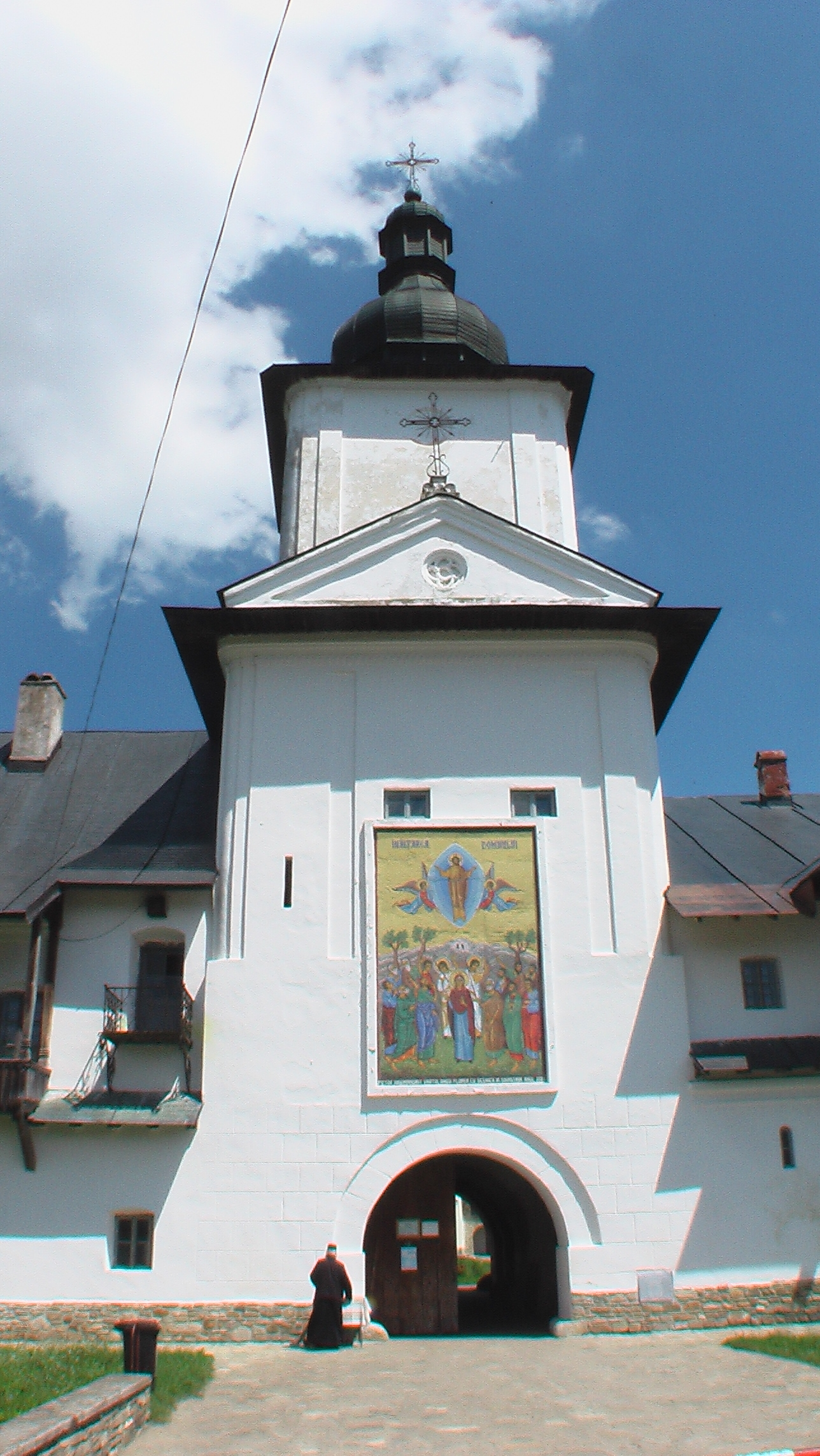
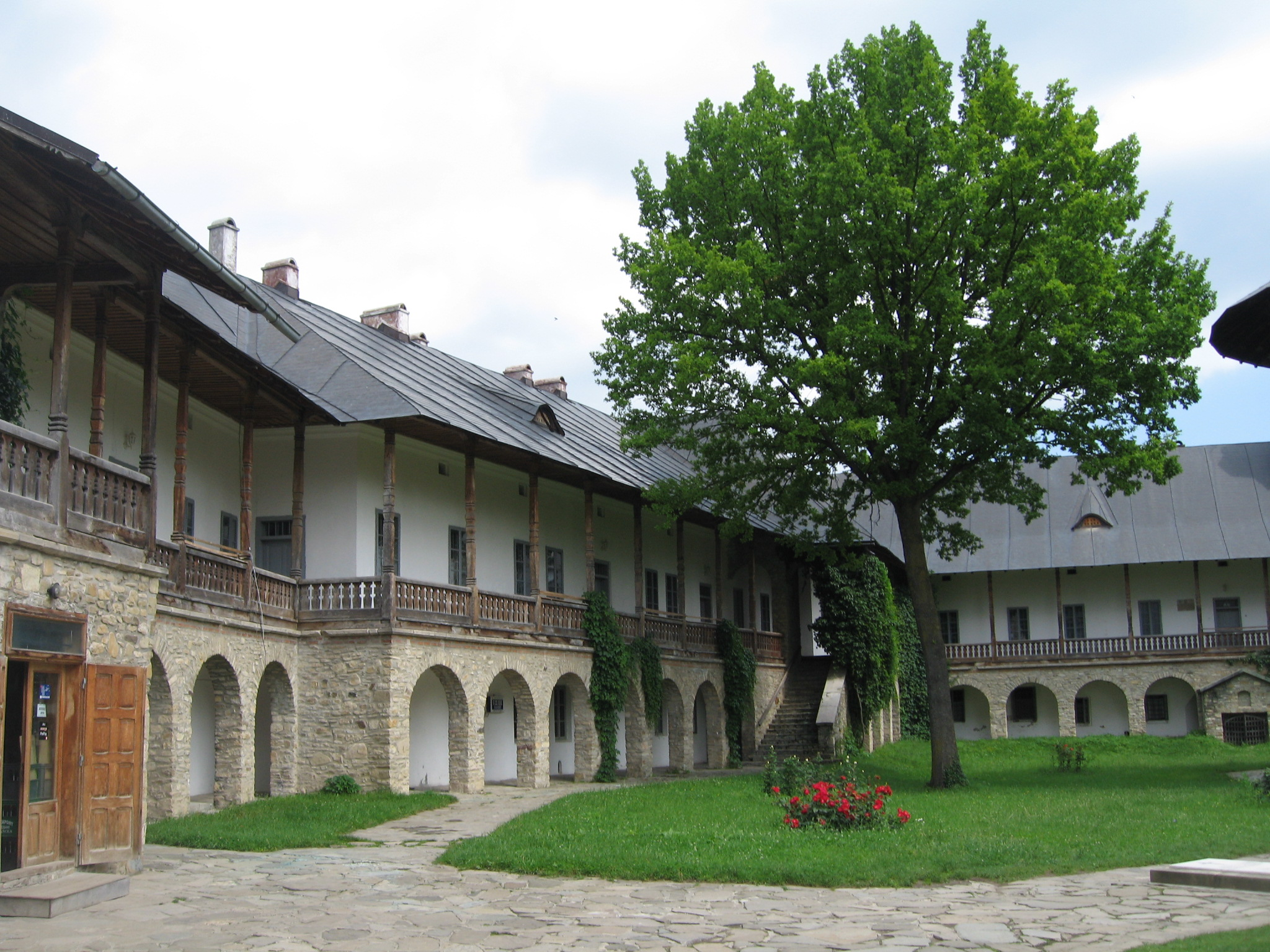
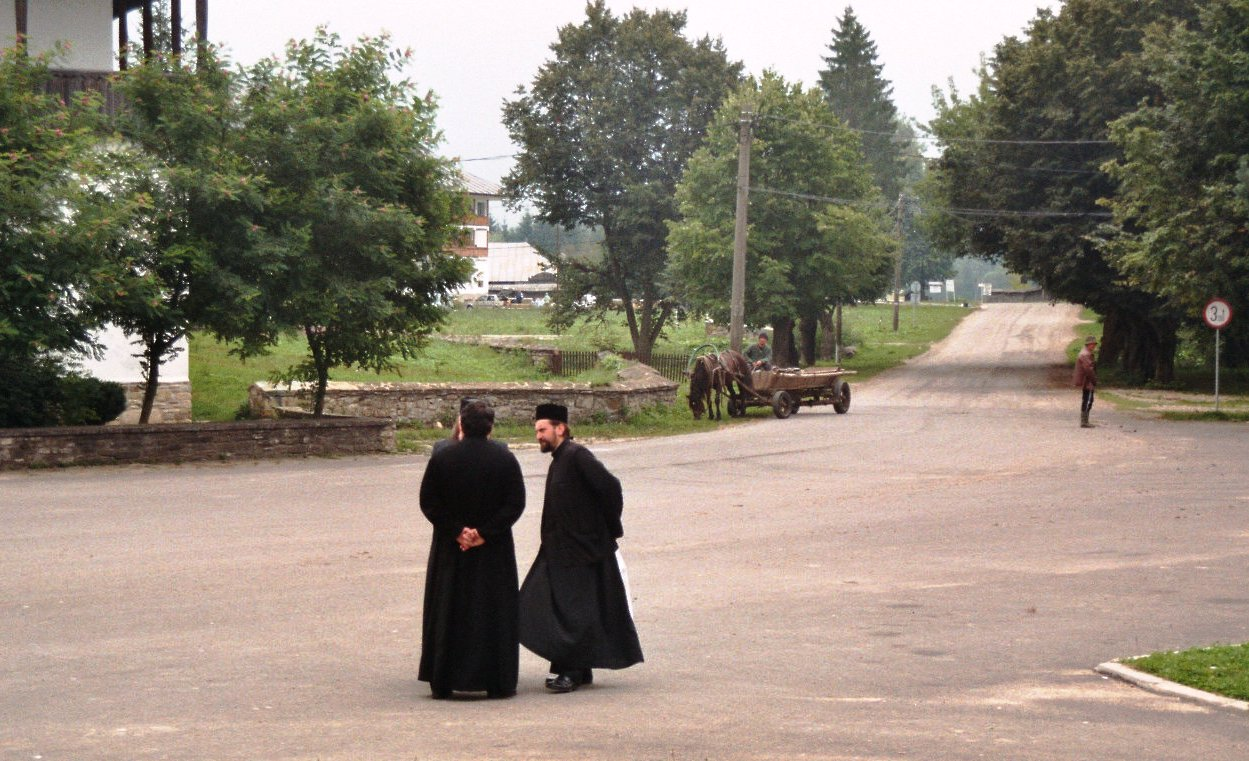
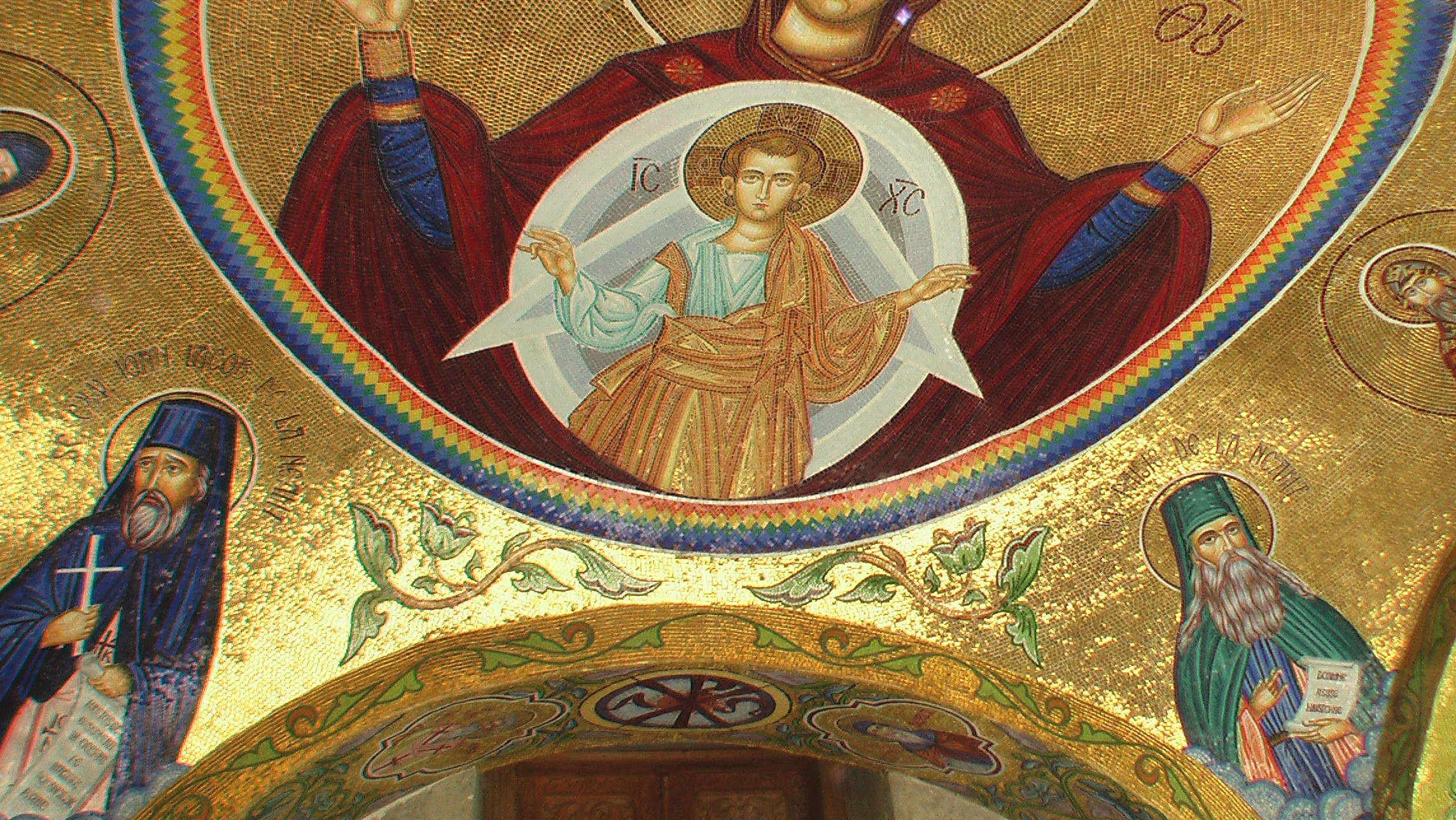
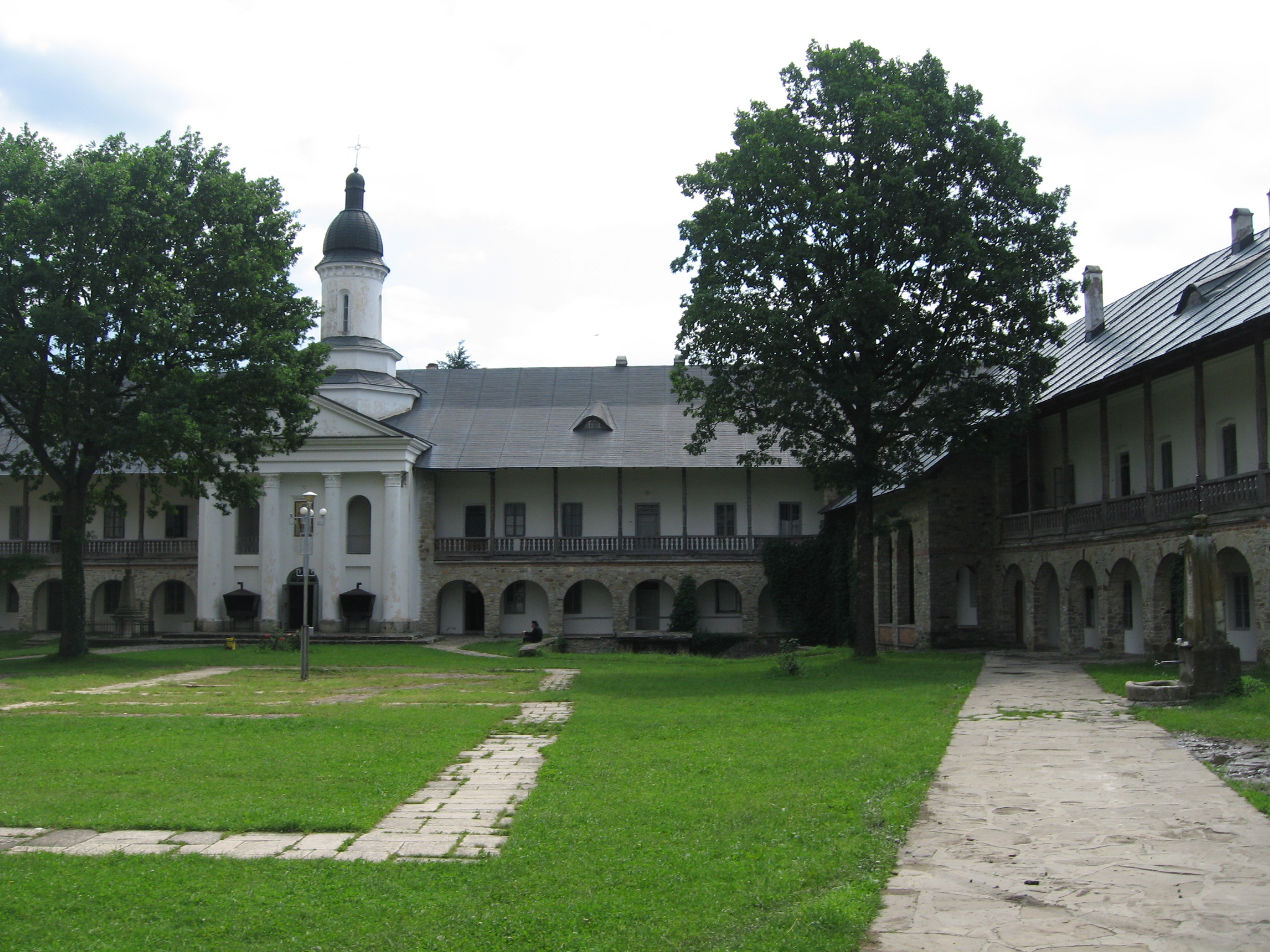
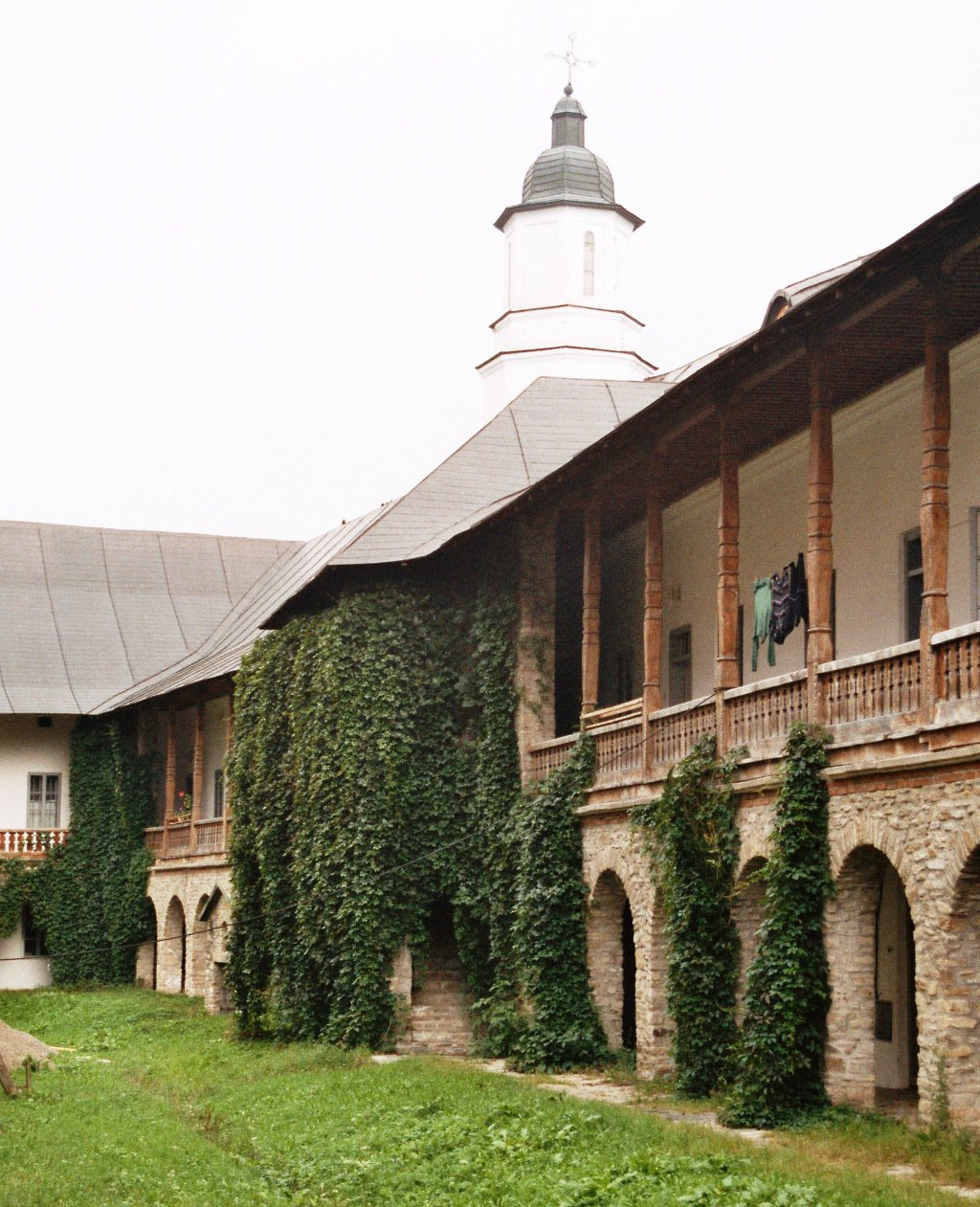
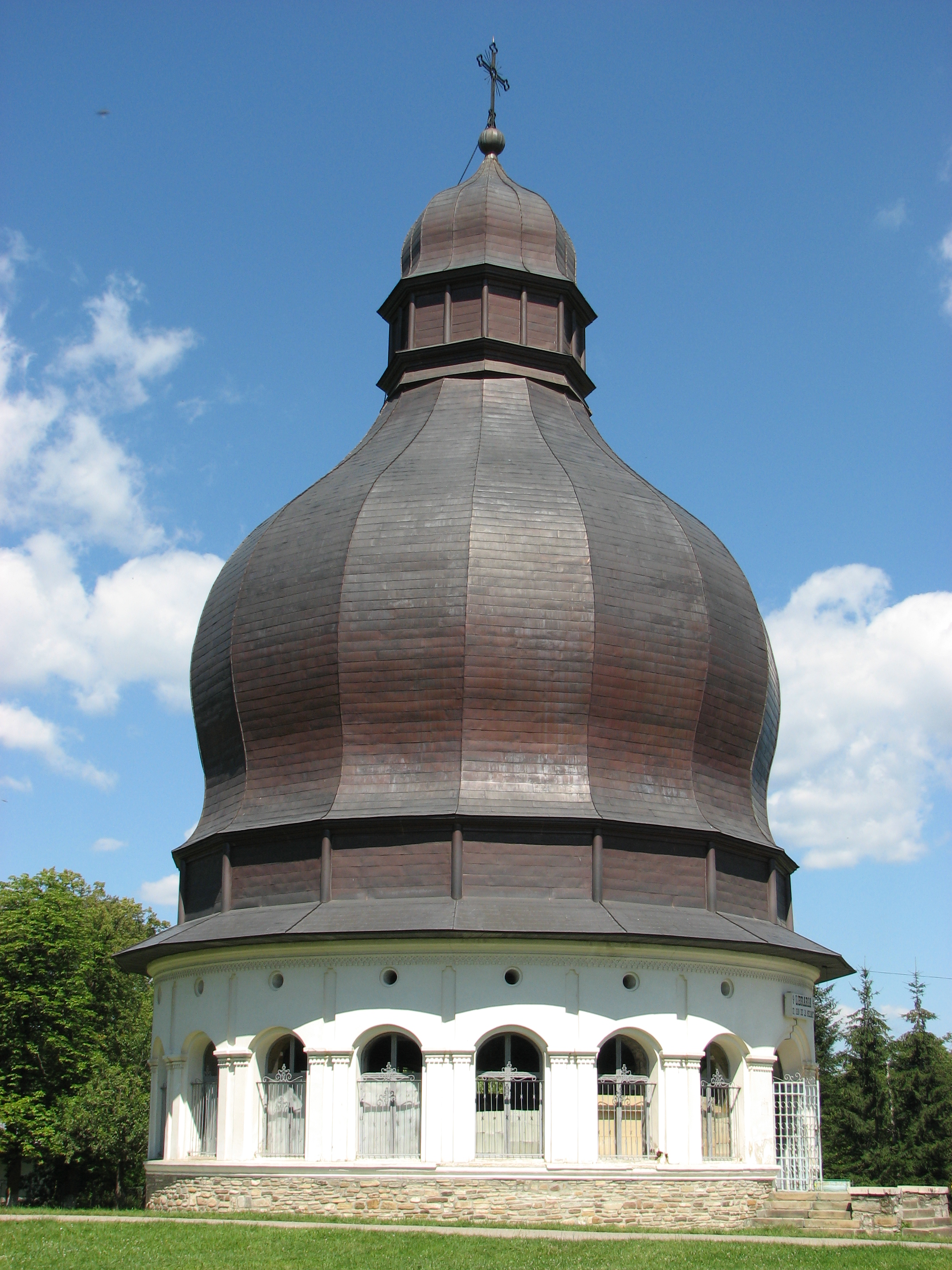
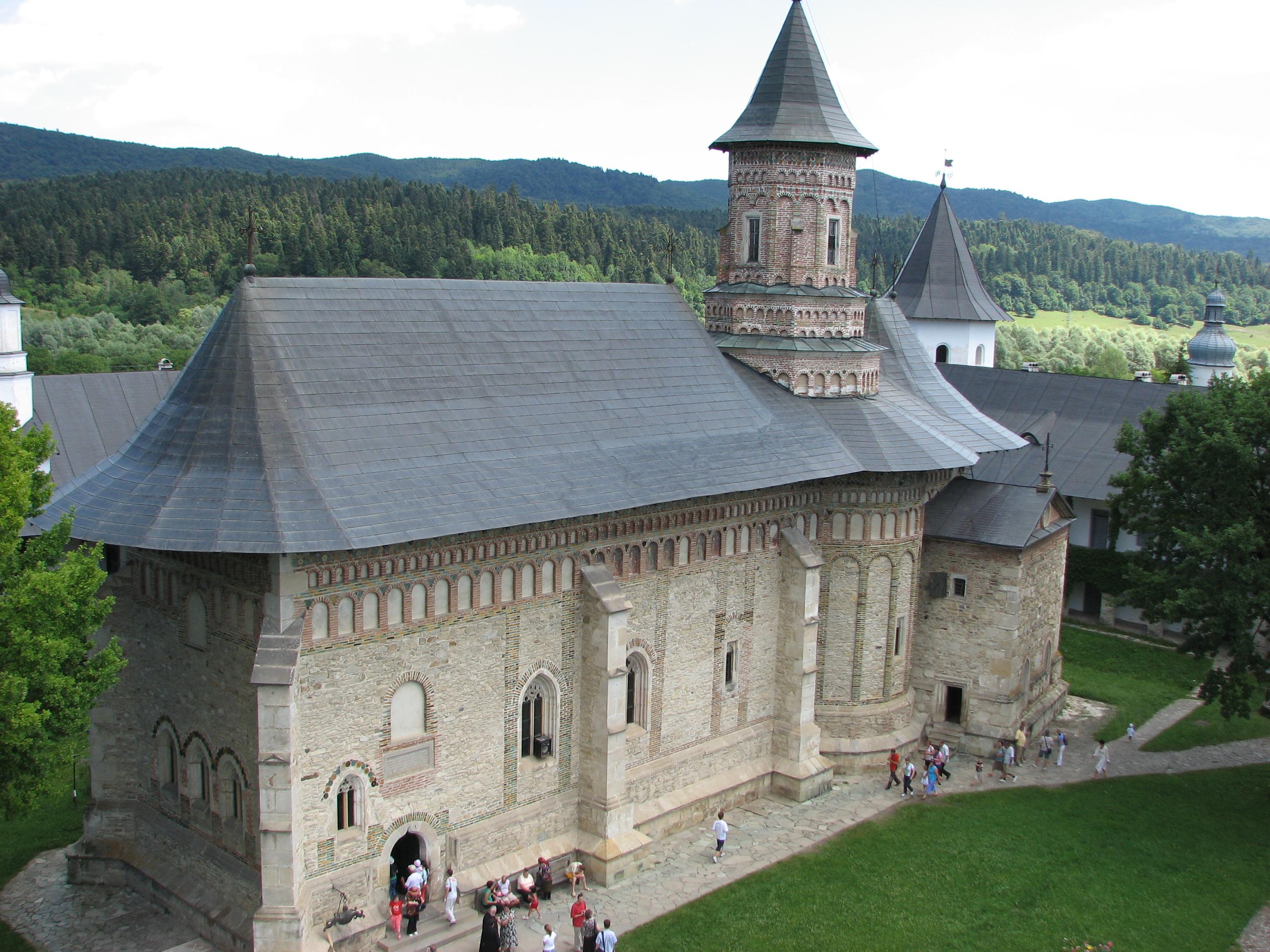
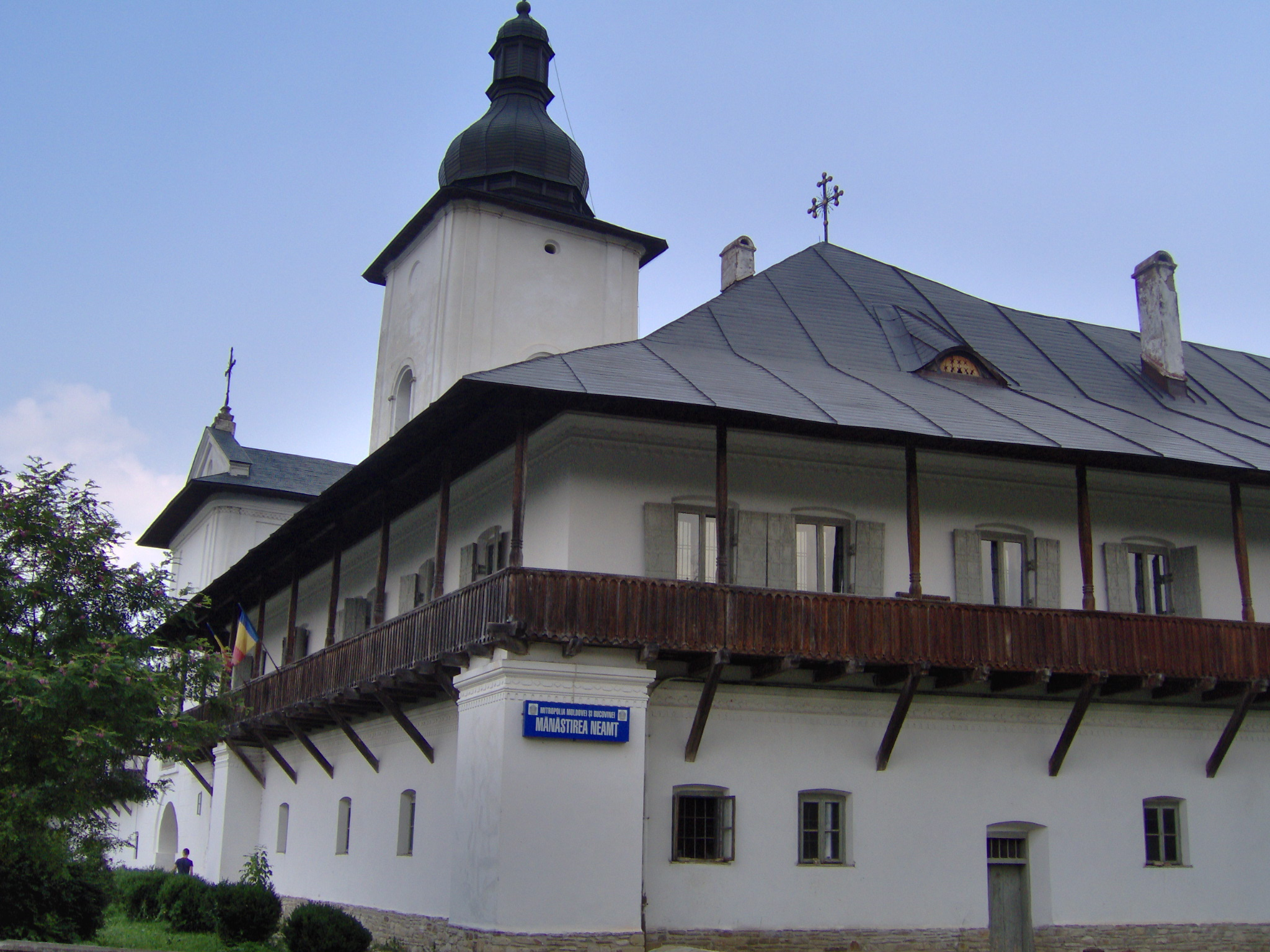